# Convenience yield
El Convenience yield és el benefici associat a la possessió física d'una commodity. Quan un commodity és fàcilment accessible i n'hi ha un abast important al mercat, un productor que utilitzi aquesta mercaderia per produir no té cap necessitat de suportar els costos d'emmagatzematge, el Cost of carry, de la mercaderia i en té prou en recórrer al mercat just en el moment que li sigui necessari en el seu procés productiu. Per contra, si aquesta mercaderia és susceptible de patir retallades de subministrament i, per tant, augmentar vertiginosament de preu, apareixen els beneficis de tenir-la emmagatzemada, el Convenience yield.
Aquest concepte també és usat en la valoració d'un Futur (financer) sobre commodities com a reducció del Cost of carry, perquè hi ha agents que tenen beneficis associats a la possessió física de la commodity, el Convenience yield, amb relació a posseir només el contracte de Futur (financer) sobre el commodity. Dit d'una altra manera, per a un productor que utilitzi petroli en el seu procés productiu és més beneficiós tenir-lo en stock, i suportar el Cost of carry, que no pas tenir un mer contracte de futurs sobre el barril de pertoli, perquè el petroli en el seu magatzem el podrà utilitzar just en el moment que li sigui necessari per produir, mentre que no podrà fer el mateix si només té un contracte de paper -o anotació en comte- de futurs.

## Matemàticament
Matemàticament es pot observar clarament com actua el Convenience yield. Sigui, 
- F=preu d'un Futur (financer)
- S=Preu spot de la commodity
- T=venciment
- r=tipus d'interès
- u=cost de carestia de la mercaderia unitari com a constant sobre el preu spot (com a mesura del Cost of carry)
- c=Convenience yield

Aleshores, {\displaystyle F_{0,T}=S_{0}e^{(r+u-c)T}.} En resum doncs, el Convenience yield (c) minora el Cost of carry (u). En situacions plausibles de carestia, com ara el petroli i l'inici d'una guerra a l'Orient Mitjà, el Convenience yield (c) augmentarà per sobre del Cost of carry (u), de manera que el preu dels futurs serà menor a mesura que augmentem el venciment d'aquests. Dit d'una altra manera, si observant els preus dels contractes de futurs veiem que de manera anormal són decreixents en relació al seu venciment, això ens indica que Convenience yield (c), el benefici de tenir la commmodity emmagatzemada, és major que el cost de finançament més el cost of carry (r+u).

## Interpretació
El càlcul del Convenience yield ens serveix d'indicador sobre les expectatives futures sobre la carestia d'una commodity. Si és molt probable que hi hagi carestia, el Convenience yield augmentarà. Si els productors tenen els magatzems plens d'una commodity i, per tant, no hi haurà carestia previsible, el Convenience yield serà menor.